# Жильбер, Виктор Габриэль
Виктор Габриэль Жильбер (фр. Victor Gabriel Gilbert; 13 февраля 1847[…], Париж — 21 июля 1933, Париж) — французский художник, последователь импрессионистов, мастер жанровых сценок.

## Биография

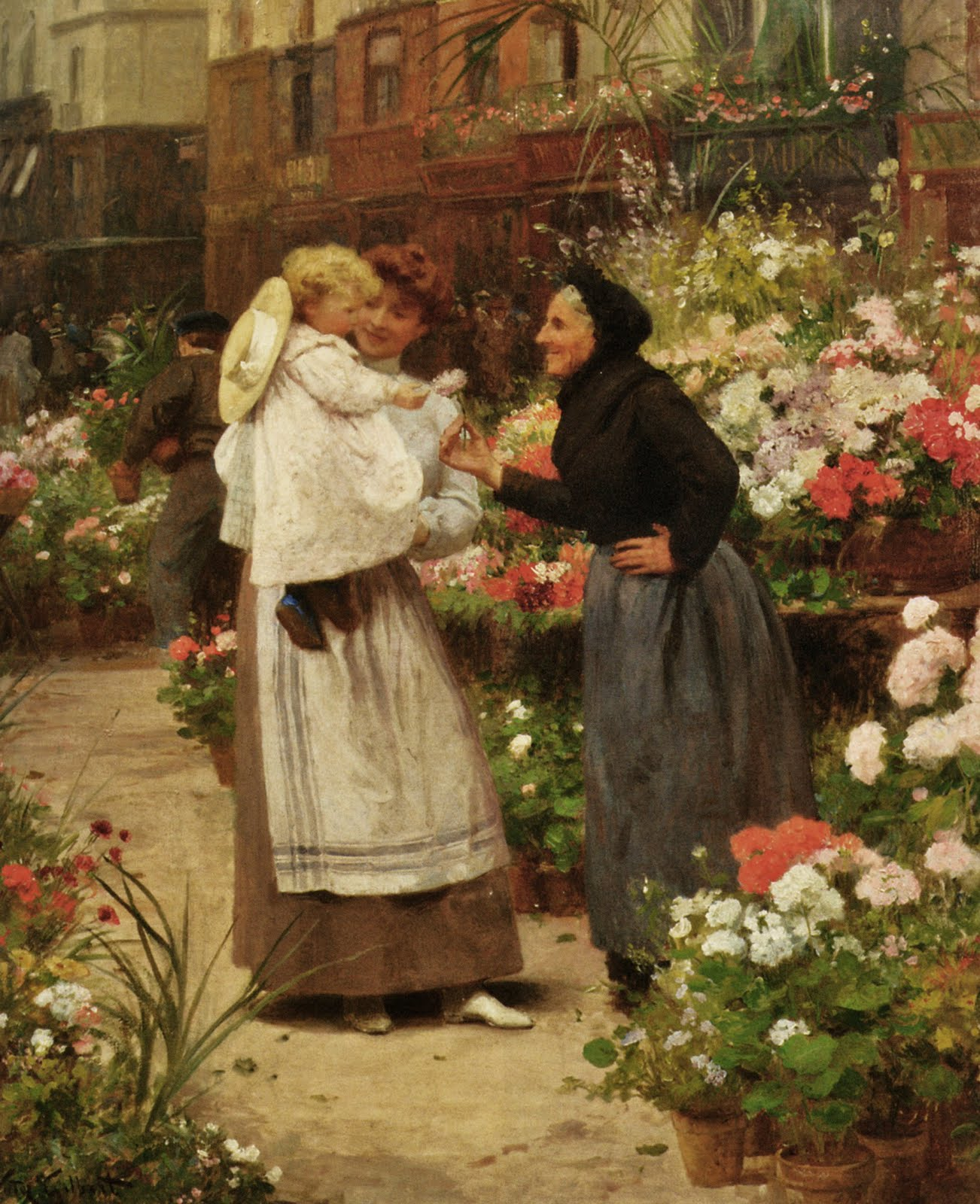
«Подарок бабушки-цветочницы»

Родился в 1847 году в Париже в простой семье. Начиная с 1860 года учился на художника-декоратора. В дальнейшем смог стать профессиональным живописцем.
В 1873 году дебютировал на ежегодном салоне Общества французских художников с двумя картинами: «Перед балом» и «Приготовления к обеду». В 1880 году получил на Салоне медаль второй степени. На Всемирной выставке 1889 года был отмечен серебряной медалью.
Жильбер был художником-жанристом, работы которого со временем приобретали всё более импрессионистские черты. Его излюбленной натурой были парижские улицы, лавки и рынки, особенно часто Жильбер изображал парижских цветочниц. В то же время часть картин Жильбера посвящена полевым работам французских крестьян. На плэнеры Жильбер выезжал, в том числе, в Нормандию.
Уже в 1870-е годы Жильбер стал достаточно востребованным художником. В 1880-е годы он заключил договор с парижским издательством Goupil & Cie, которое тиражировало его работы в технике гелиогравюры (фотогравюры) и распространяло большими тиражами, что приносило неплохие доходы Жильберу и сильно повысило узнаваемость его работ.
В 1897 году Жильбер стал кавалером ордена Почётного легиона, в 1914 году — членом Общества французских художников, в 1926 году получил премию имени Леона Бонна.
Скончался в 1935 году в Париже.

## Галерея

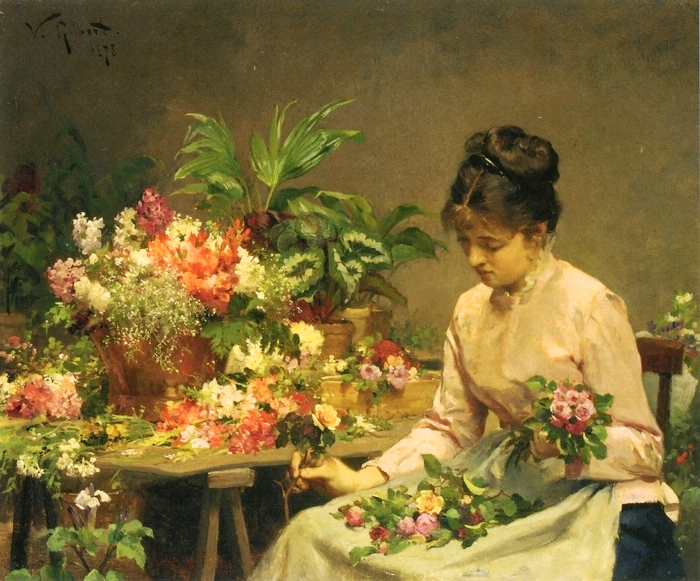
Флористка
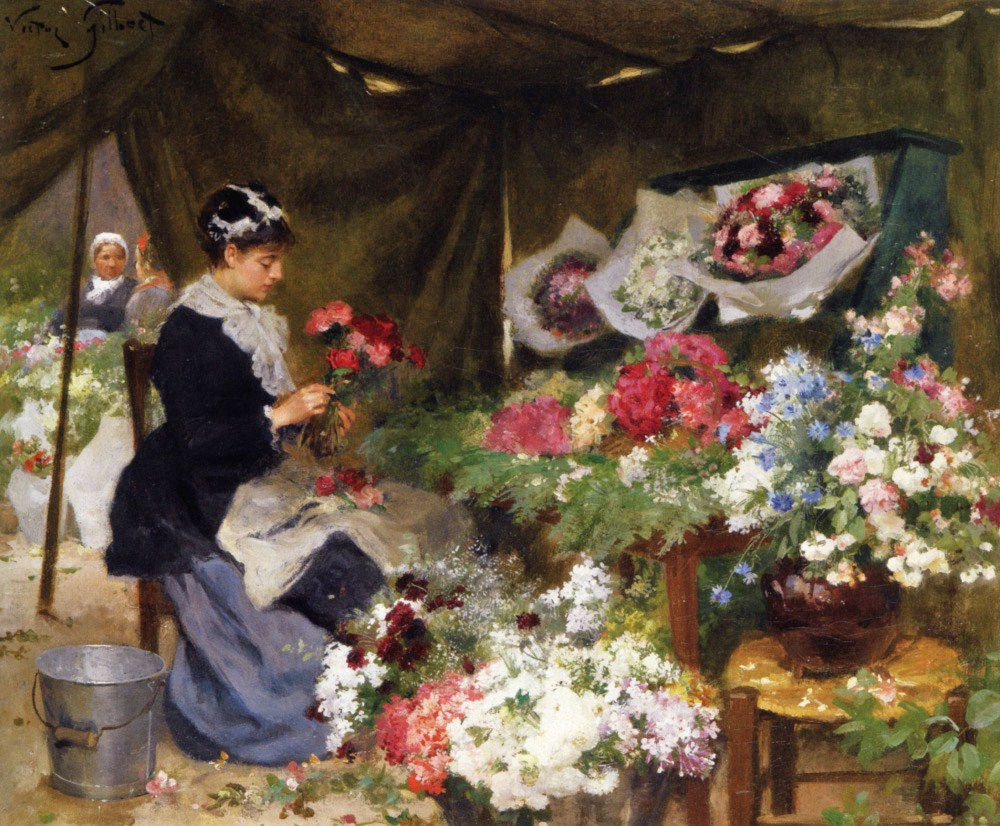
Цветочница, составляющая букет
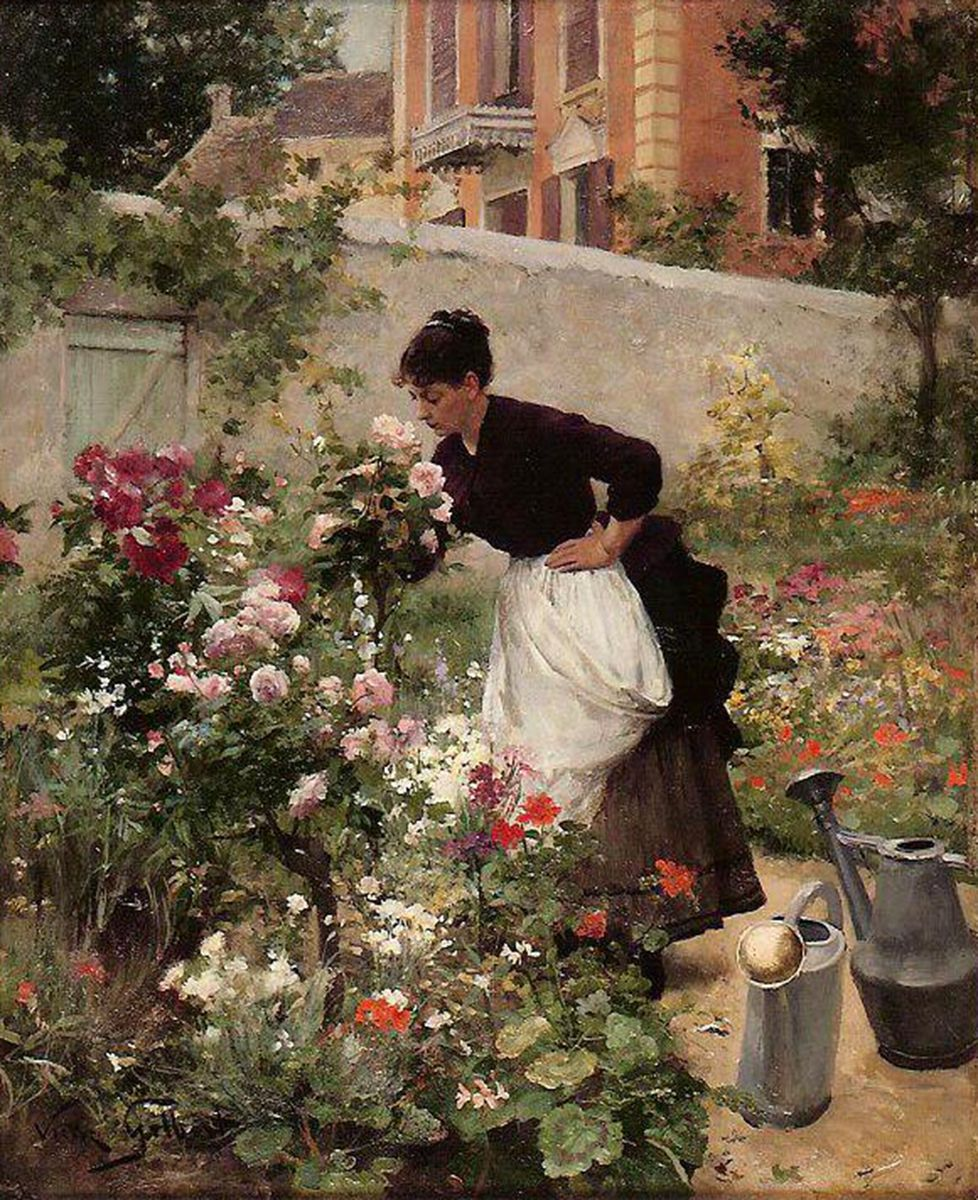
Молодая девушка в цветнике
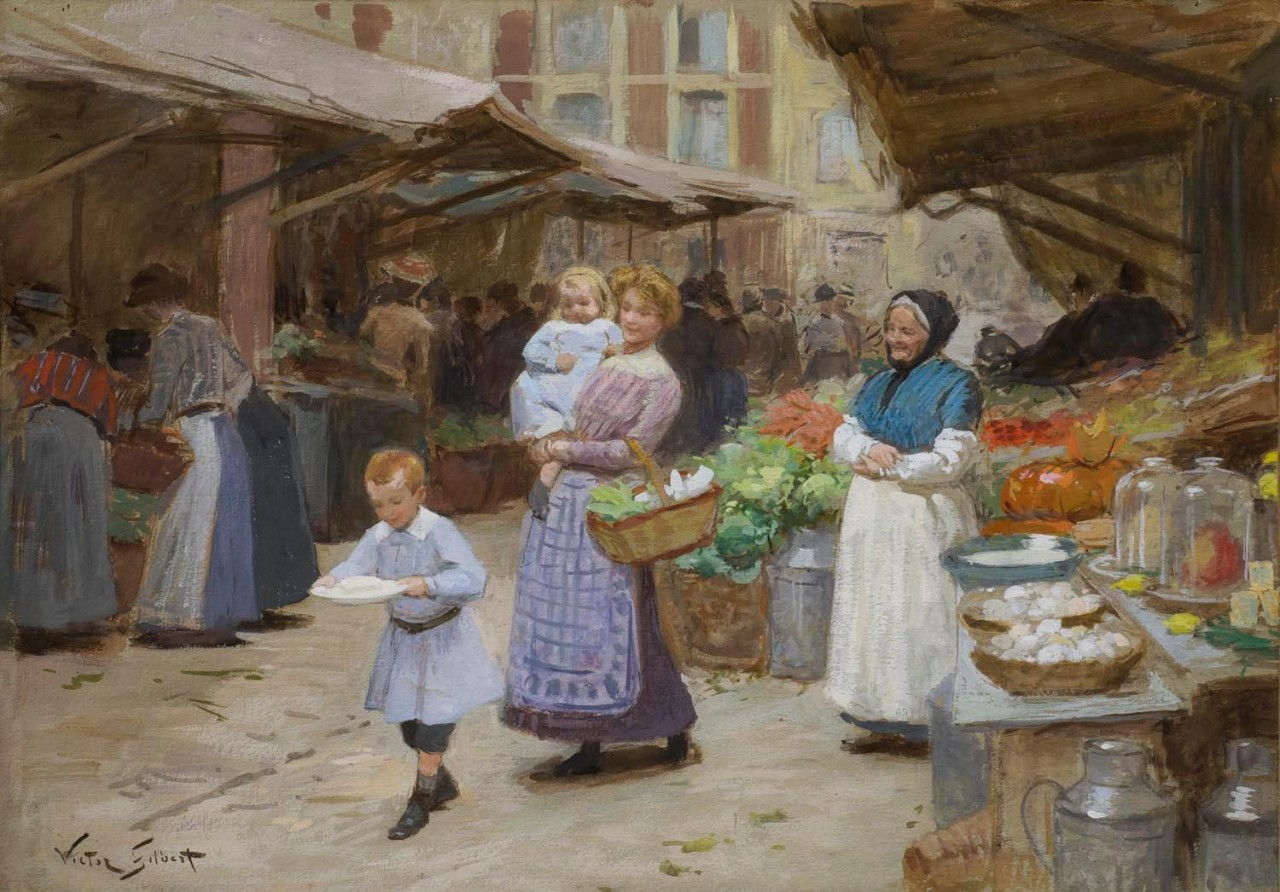
«Я осторожно»
Овощной рынок
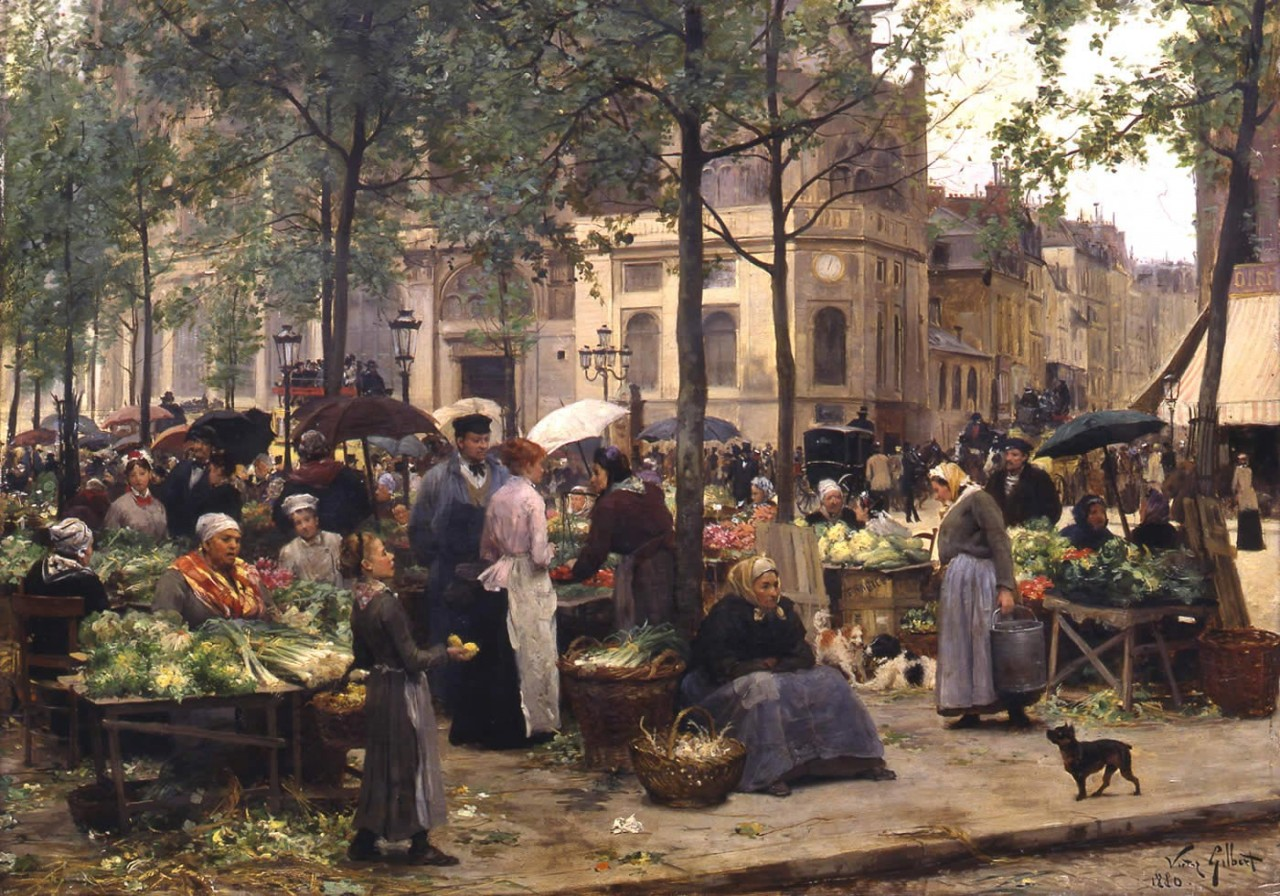
Сцена на овощном рынке
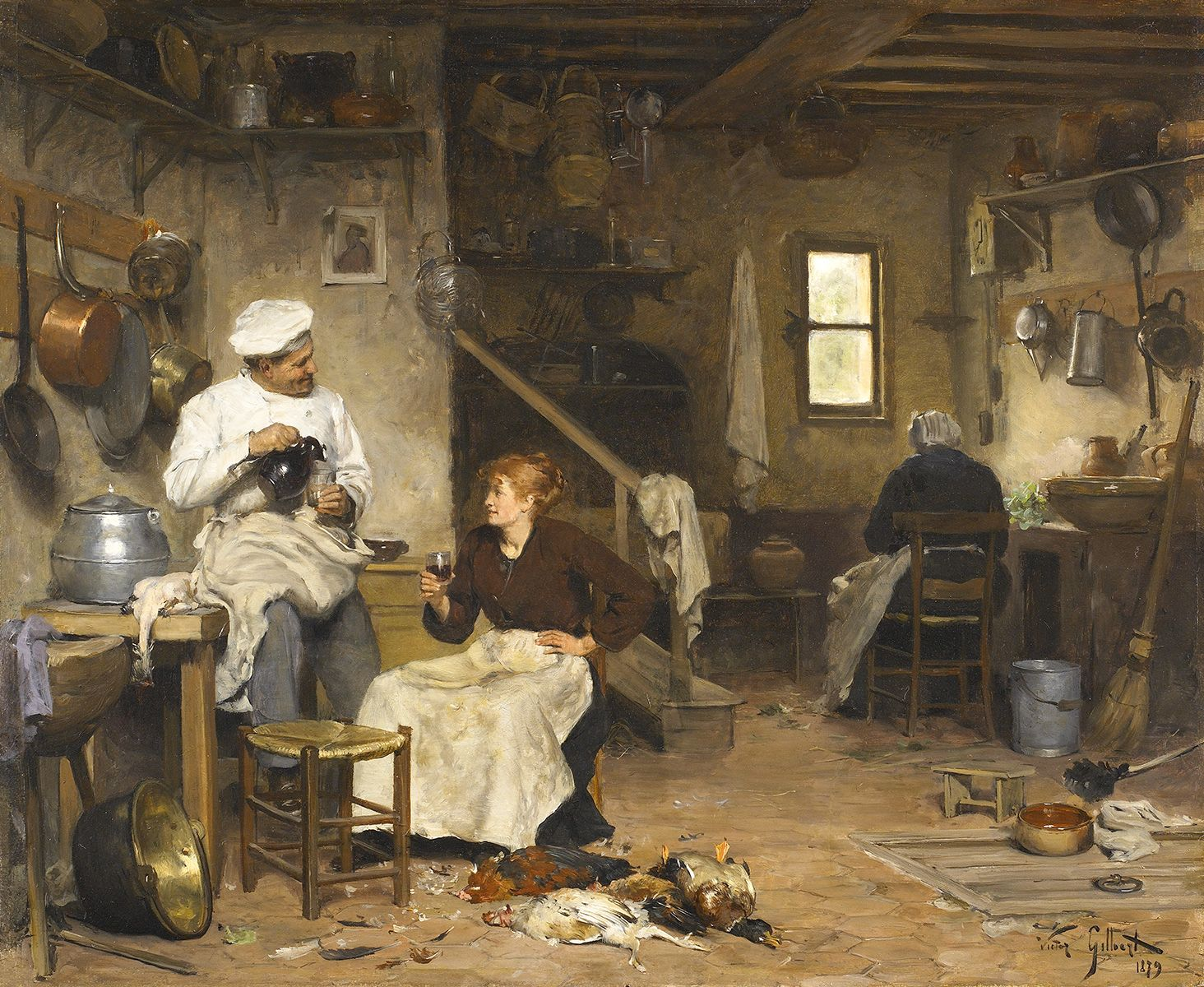
На кухне
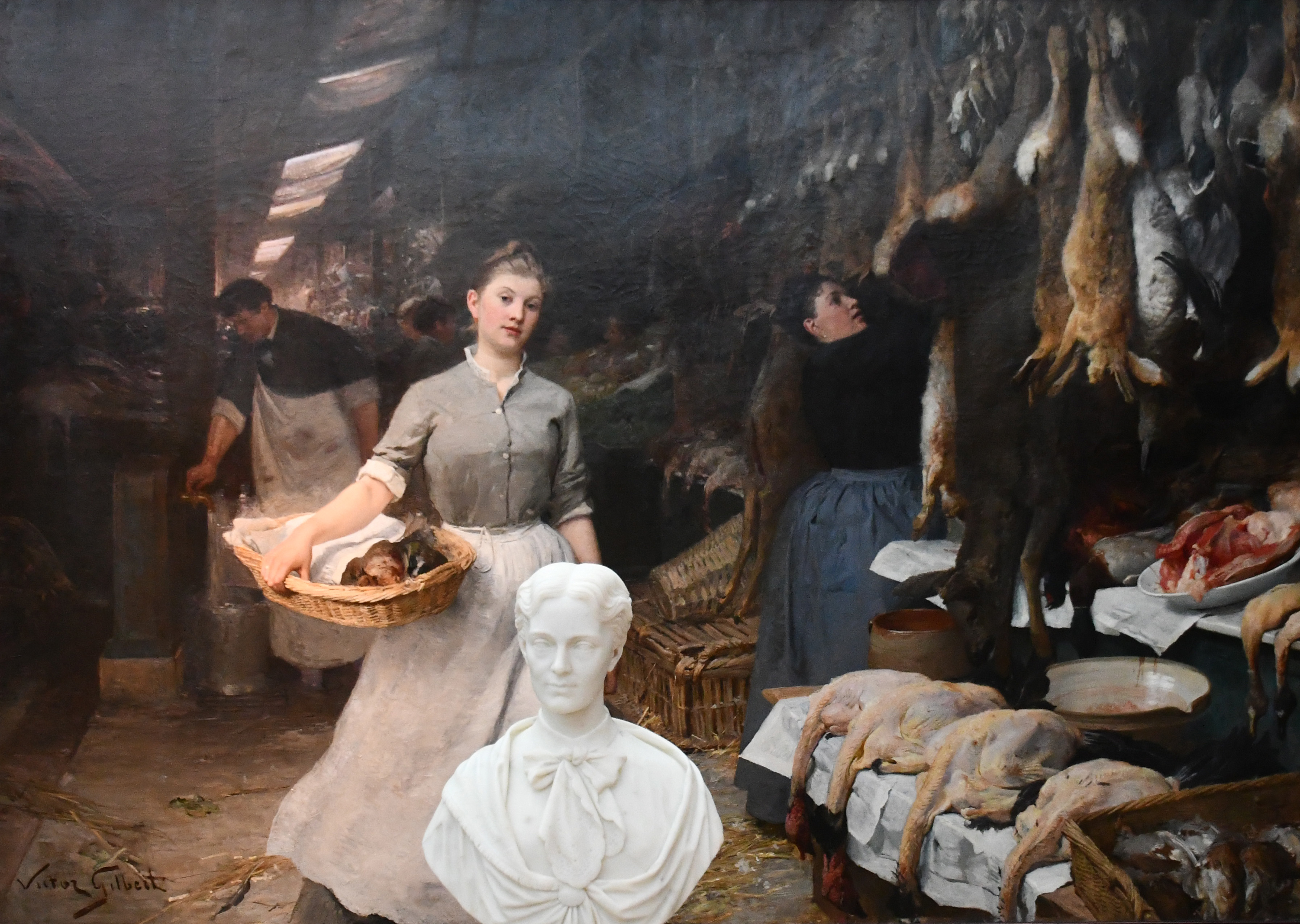
В торговых рядах
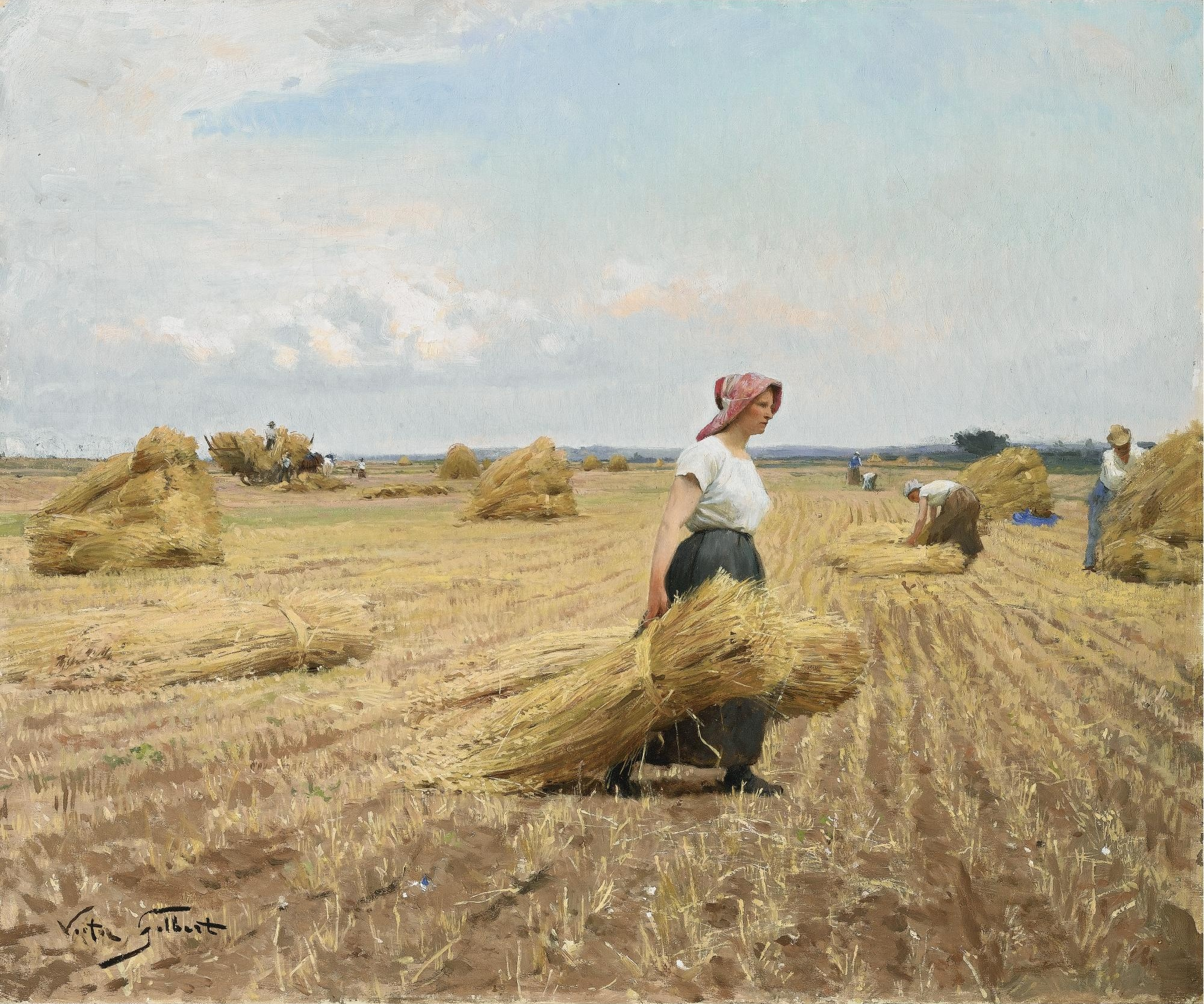
Жатва
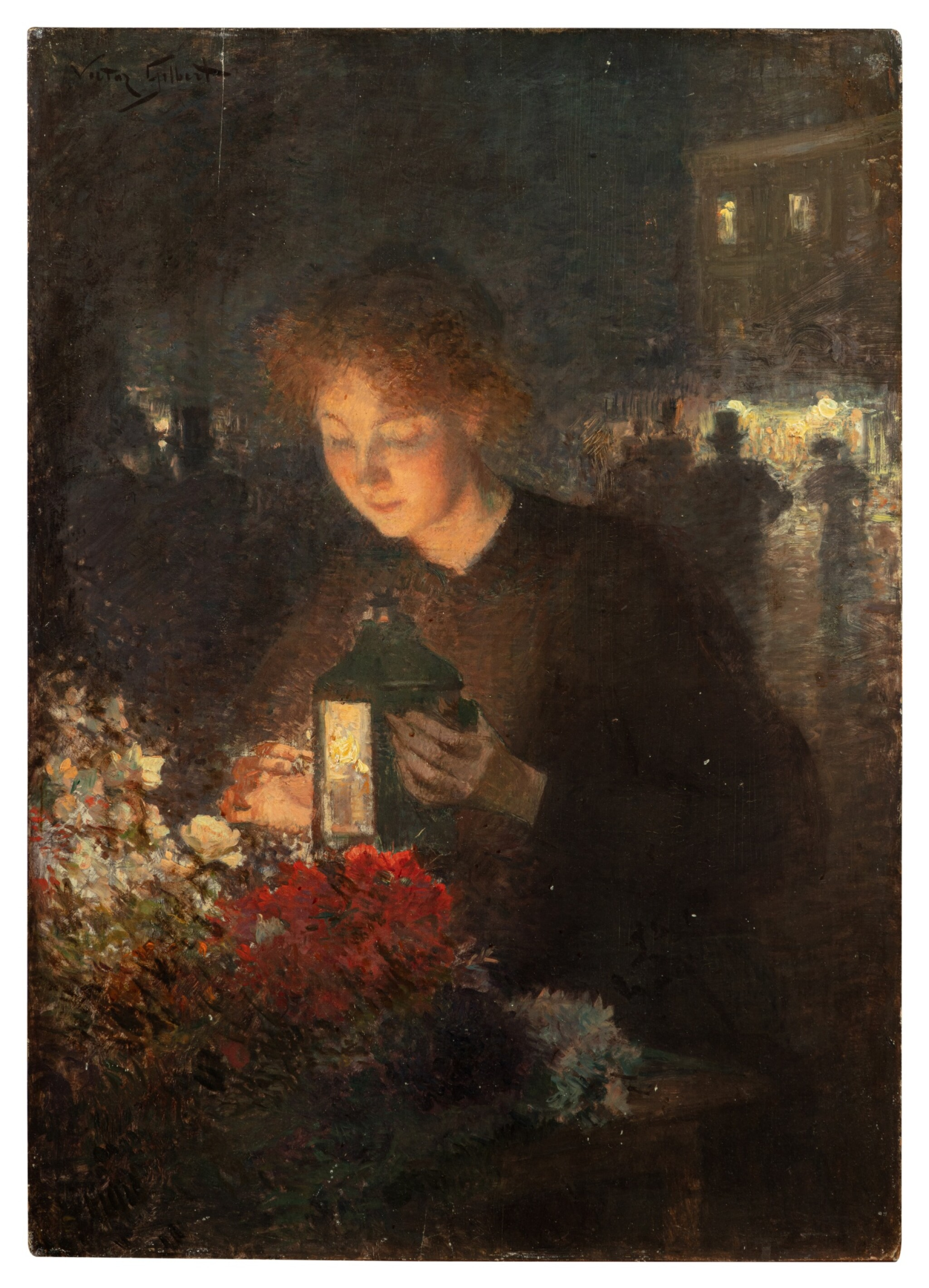
Цветочница при свете фонаря
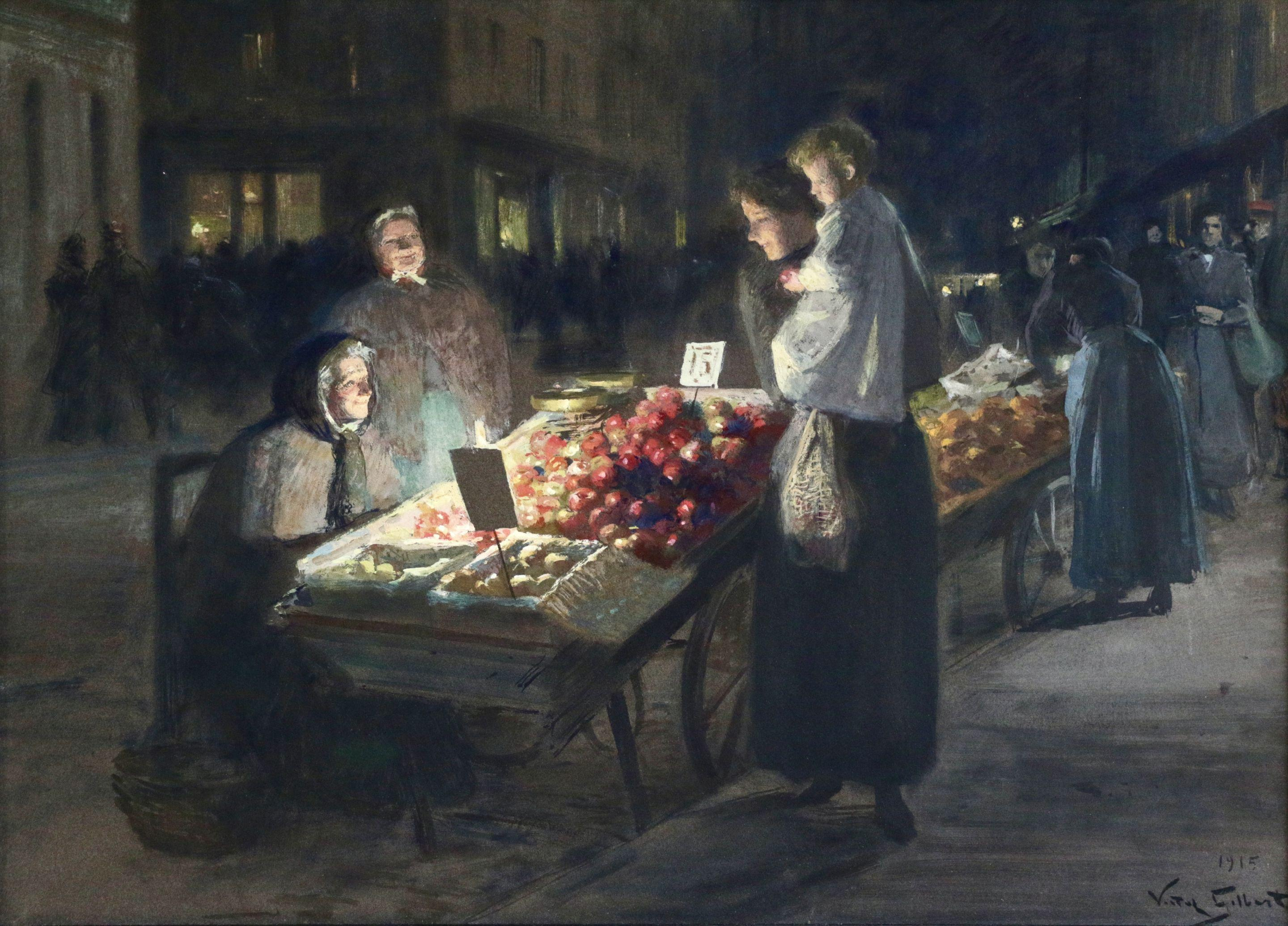
Парижский рынок ночью
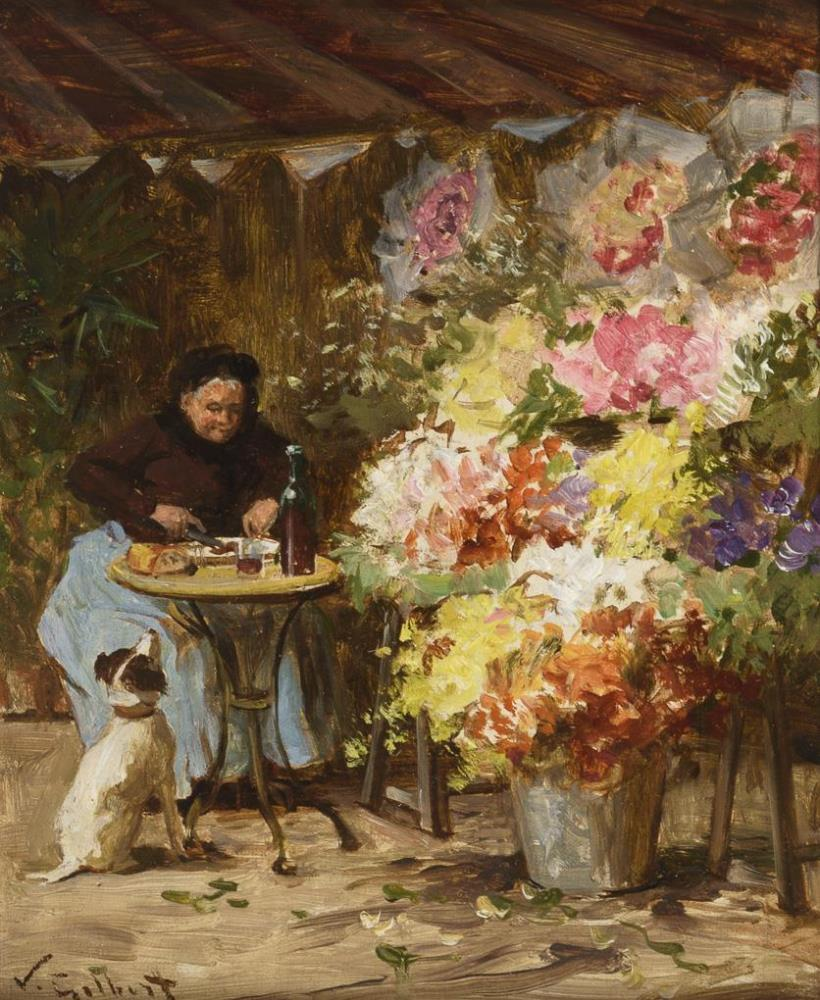
Обед продавщицы на парижском цветочном рынке у церкви Мадлен
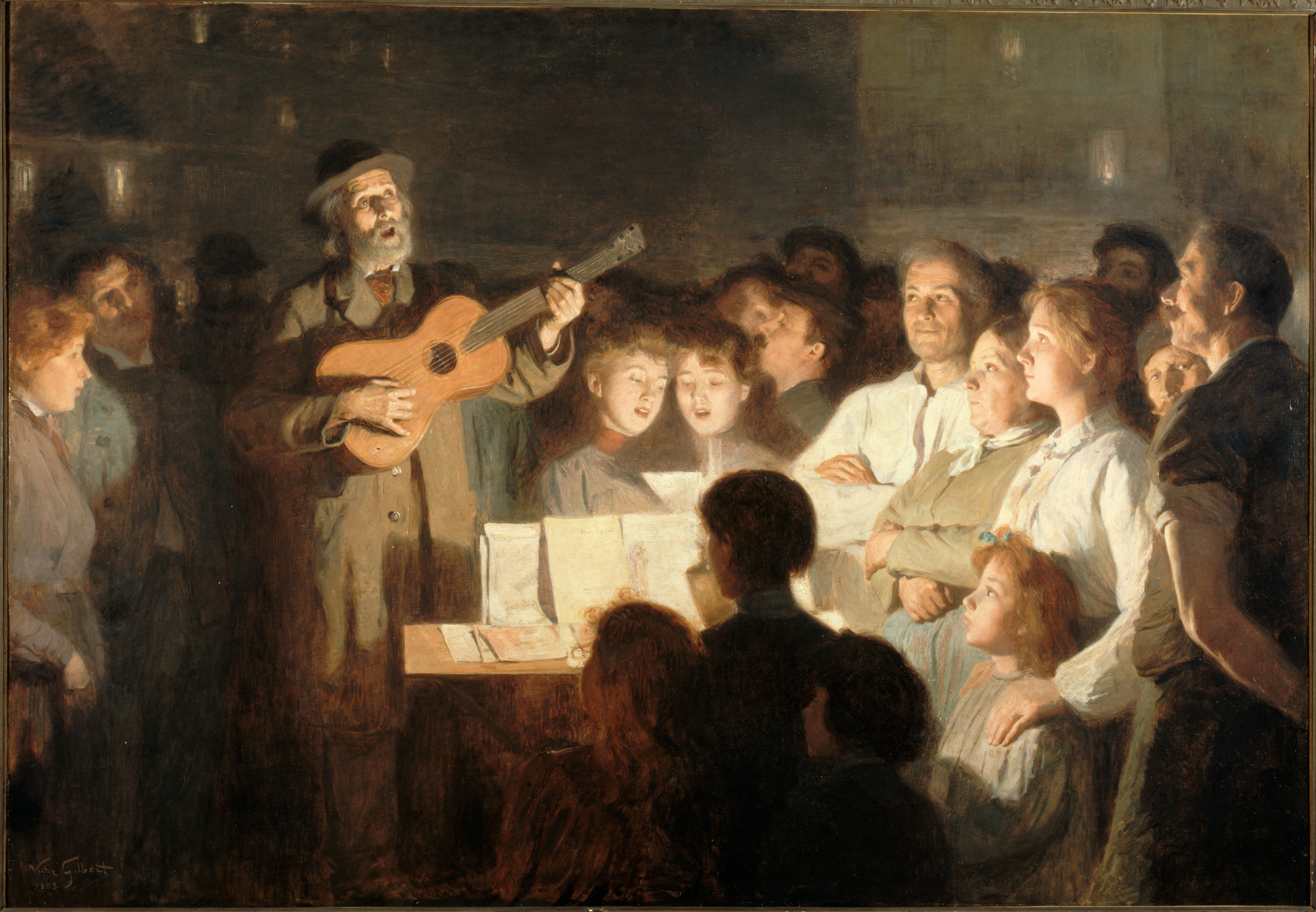
Уличный музыкант
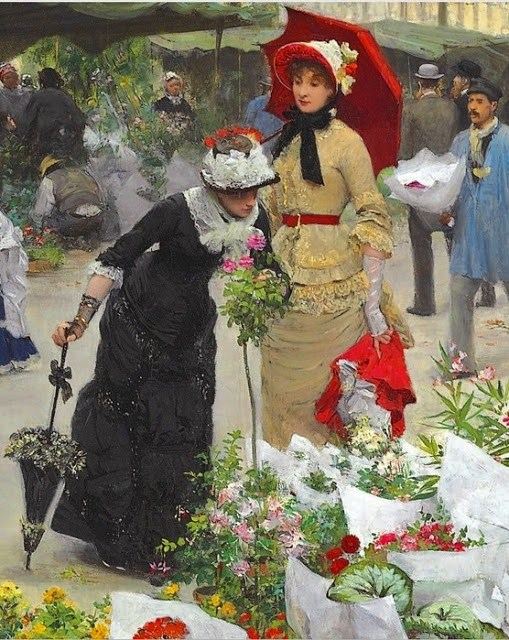
Сценка на цветочном рынке (фрагмент)
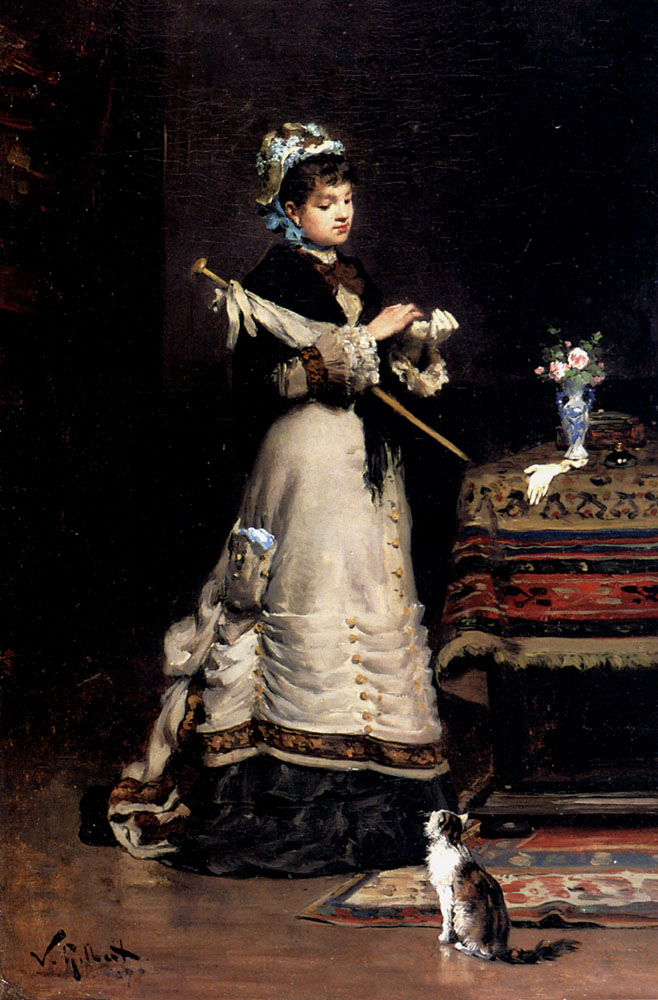
«Выходила по делам»
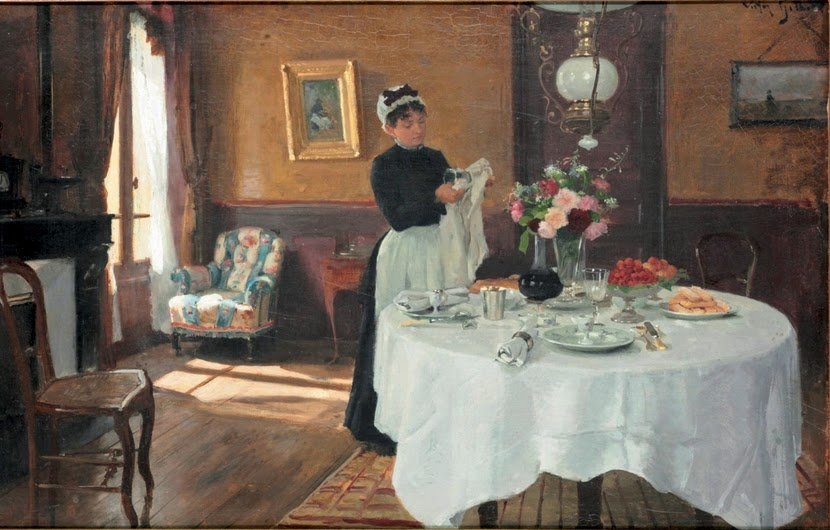
Сервировка стола
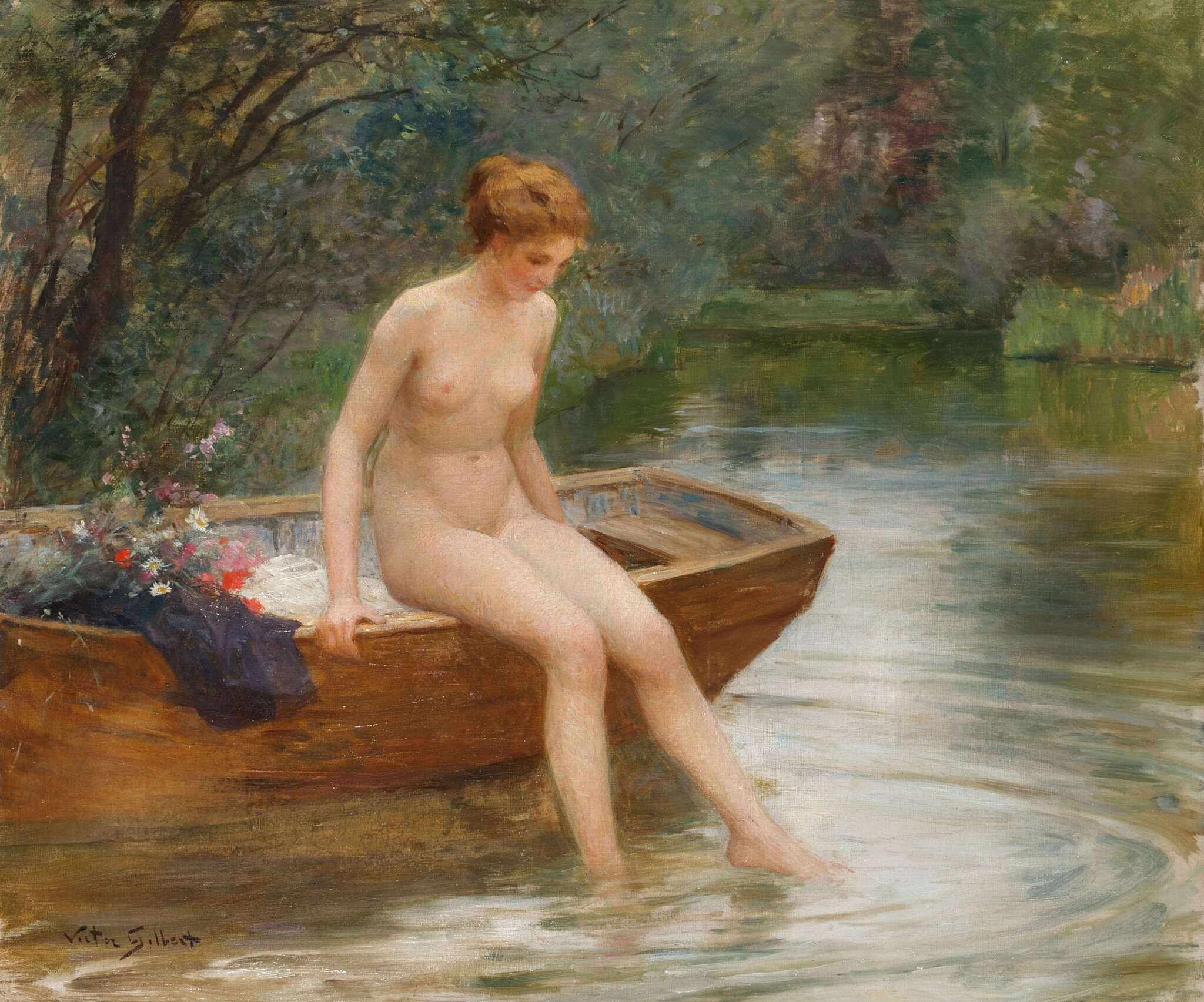
«Не холодна ли вода»
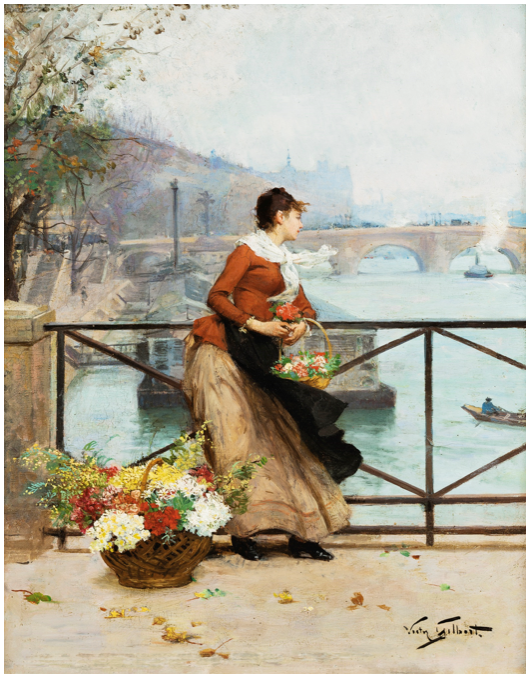
Торговка на мосту
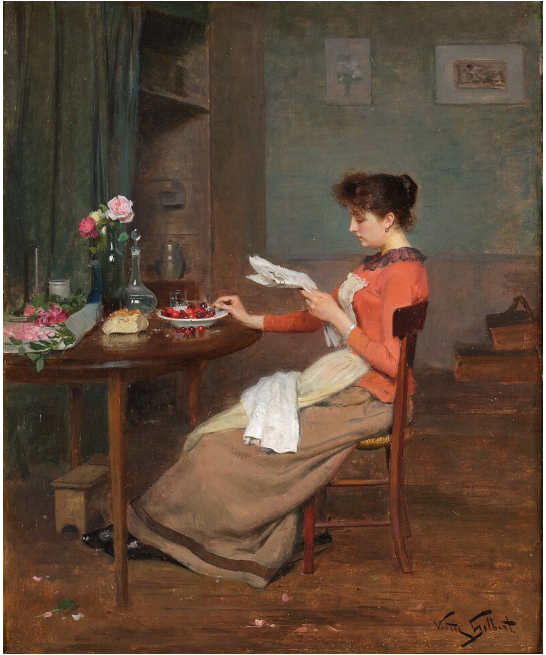
«Новости и вишни»
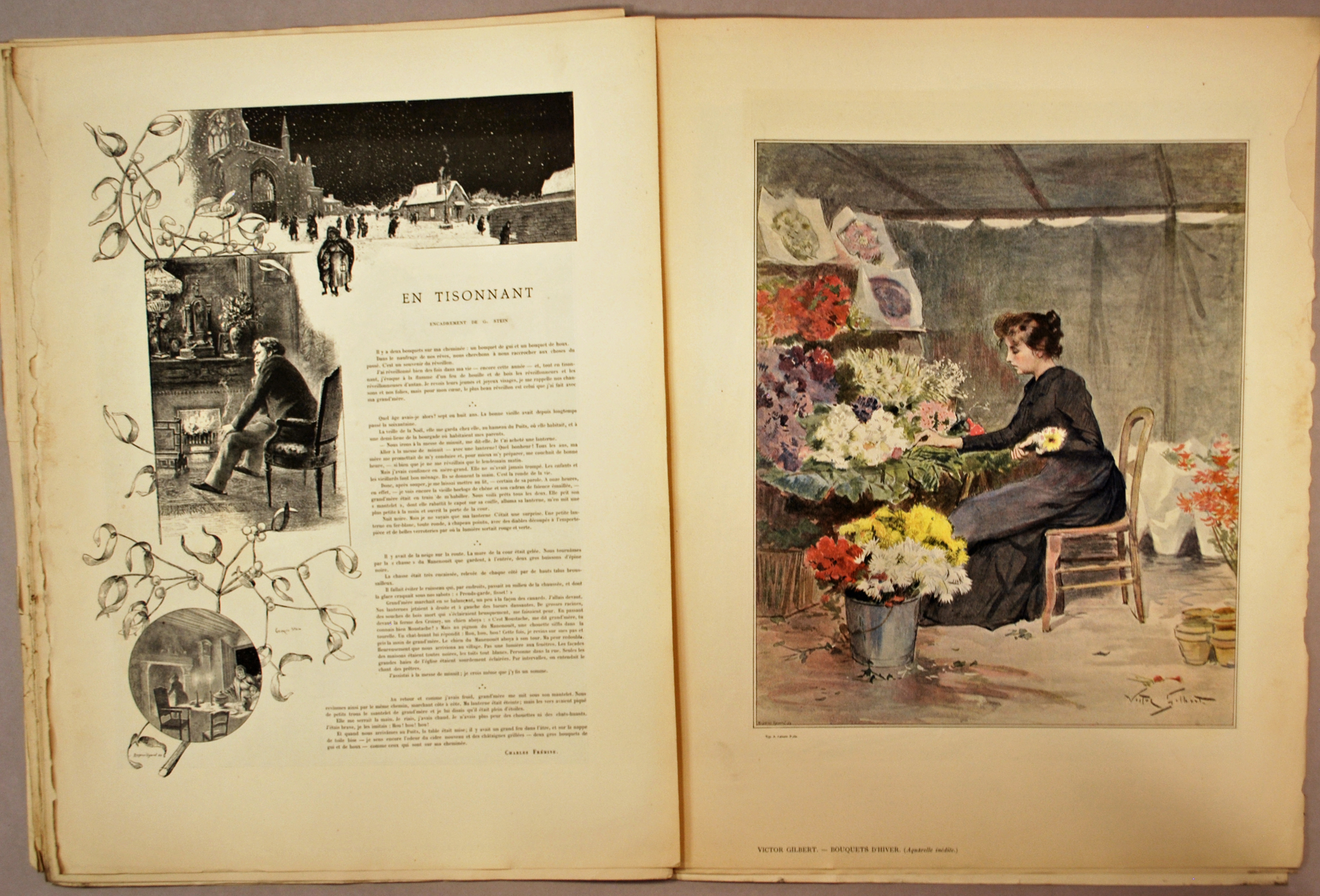
Пример книжного или журнального разворота с картиной Жильбера (справа), отпечатанной в технике гелиогравюры (фотогравюры)